# Peter Turkson
Peter Kodwo Appiah Turkson (született 1948. október 11.; Wassa Nsuta, Ghána) a római katolikus egyház egyik bíborosa, az Igazság és Béke Pápai Tanácsának elnöke. Korábban a Cape Coast-i főegyházmegye érsekeként szolgált Ghánában, II. János Pál pápa 2003-ban emelte bíborosi rangra.

## Életútja

### Pályakezdet
Turkson Ghána nyugati részén, Nsuta-Wassa településen született, sokgyermekes és vegyes vallású családban. Édesapja katolikus, édesanyja metodista vallást követett, de családjában muzulmán vallású rokonai is voltak. A család a vidéki ghánaiak egyszerű életét élte: édesanyja zöldséget árult a piacon, édesapja pedig ácsként és asztalosként dolgozott. A Szent Terézia szeminárium diákja volt Amisano településen, majd az Egyesült Államok beli Renssealerbe került, a Szent Antal Szeminárium hallgatója lett, ahol teológusi diplomát szerzett. 1975. július 20-án szentelte pappá John Amissah, Ghána érseke.
Még ebben az évben kinevezték a Szent Terézia szeminárium egyik oktatójává, de egy év múlva ismét tanulmányokba kezdett, a római székhelyű Pápai Biblikus Intézet hallgatója lett, ahol 1980-ban szerzett oktatói diplomát. 1980-ban ismét a Szent Terézia Szemináriumban oktatott. 1981-ben a Szent Péter Szeminárium rektorhelyettese volt és ő szolgált a szeminárium templomának plébánosaként is. 1987-ben visszatért Rómába és újból a Pápai Biblikus Intézet hallgatója lett, ezúttal már doktoranduszként. Hittudományi doktori címét 1992-ben szerezte meg.

### Püspökként
1992. október 6-án II. János Pál pápa Cape Coast város érsekévé nevezte ki. 1993. március 27-én szentelte püspökké Dominic Kodwo Andoh. 1997-től ő volt a Ghánai Katolikus Püspöki Konferencia elnöke és a Ghánai Katolikus Egyetem kancellárja 2003 után. II. János Pál pápa Turksont (elsőként Ghána polgárai közül) 2003. október 21-én nevezte ki bíborossá. Bíborosi minőségében vett részt a 2005-ös pápaválasztó konklávén.

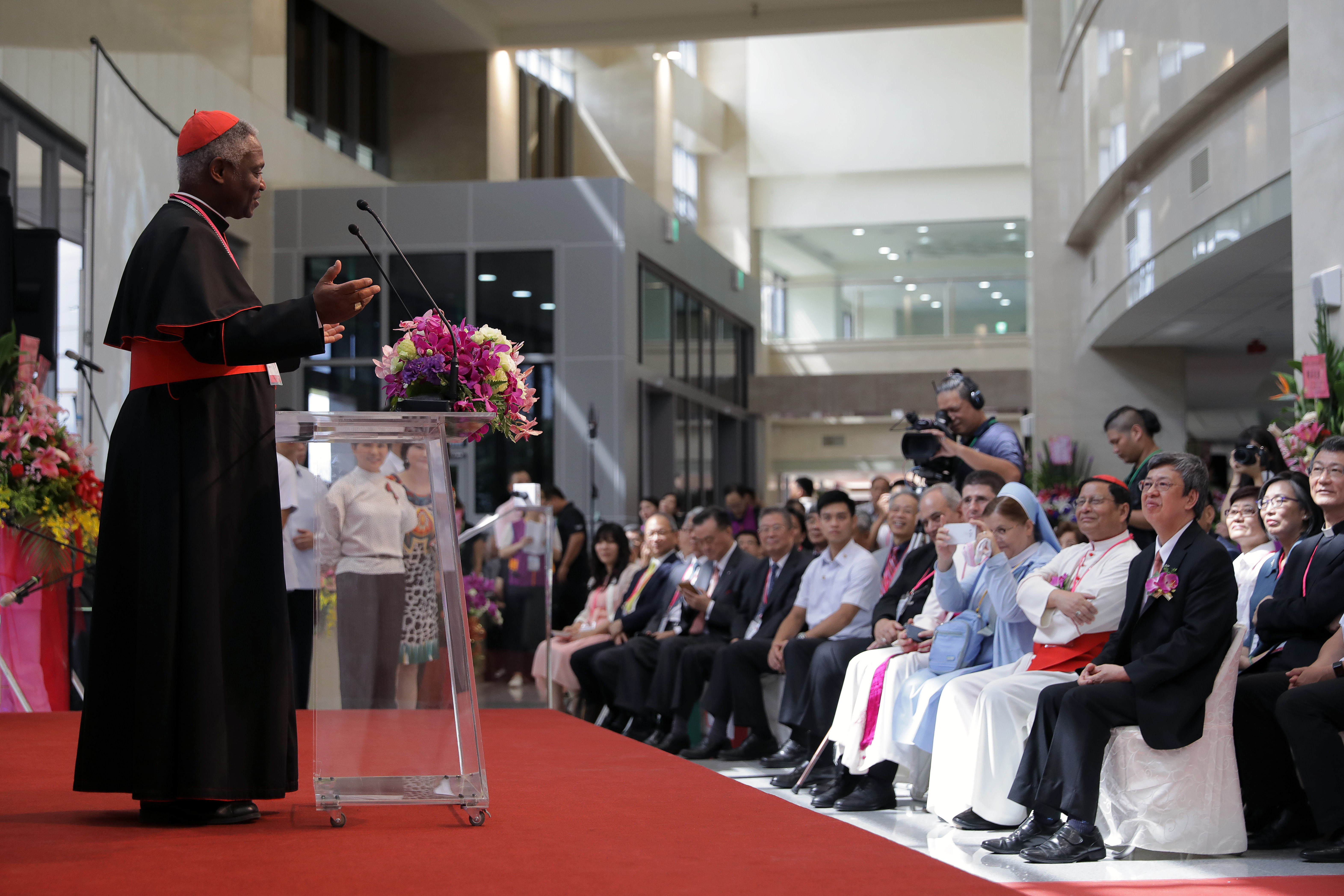
Turkson egy katolikus kórház megnyitóján Tajvanon

### A Szentszék hivatalaiban
XVI. Benedek pápa 2009. október 24-én nevezte ki a Igazság és Béke Pápai Tanácsának elnökévé. A Római Kúria tagjaként Turkson még 6 másik, az egyház életében fontos szerepet játszó római testület tagja. 2010. október 10-e óta tagja a Hittani Kongregációnak. A 2013-as pápaválasztás során a világsajtó a legesélyesebb pápajelöltek között említette.